# 水町みゆ
水町 みゆ（みずまち みゆ、2001年4月21日 - ）は、日本将棋連盟（関西本部）所属の女流棋士 。女流棋士番号は62。福岡県福岡市出身。島朗九段門下。福岡県立修猷館高等学校卒業。九州大学文学部卒業。

## 棋歴

### 女流棋士になるまで
小学1年の時、5歳上の兄が通い始めた将棋教室の師範に誘われたのをきっかけに将棋を始めた。小学4年からは福岡県大野城市の「福岡将棋会館」で腕を磨いた。
小学6年で女子アマ王位戦優勝。中学2年であった2016年1月に九州研修会が発足すると1期生として入会し（D1クラス）、同年7月にはC2クラスに昇級。
2016年夏、中学3年の時に関西奨励会に入会（6級）。本人によると、腕試しのつもりで奨励会入会試験を受けたら合格したとのこと。しかし、奨励会では成績が振るわず、2017年夏に退会。
いったんは挫折に打ちひしがれた水町だが、将棋への情熱を取り戻し、2017年10月に九州研修会に再入会。2018年4月にB2に昇級し、2018年4月に改訂された女流棋士規定により、女流棋士2級となる権利を得た。
女流棋士資格申請を行い、2018年5月1日付で連盟関西本部所属の女流棋士2級となった。
新規定により、「研修会B2昇級」を資格要件として女流棋士（女流2級）になったのは、水町が第一号である。

### 女流棋士になってから
2019年1月18日、第41期女流王将戦で本戦入りを果たし、女流1級に昇級。
2019年度は、公式戦12勝10敗で、年度指し分け以上（8勝以上）達成により、女流初段に昇段。
2024年度は、4月1日から翌年3月31日まで1年間休場。
2025年度も前年度に引き続き、4月1日から翌年3月31日まで1年間休場。

## 棋風
居飛車党。

## 人物
- 趣味は音楽鑑賞、ドッジボール[1]。
- 関西奨励会在籍中に、福岡県立修猷館高等学校[注釈 1]へ進学し、同校2年で女流棋士となった[1][2][5]。2020年3月8日、九州大学（文学部[2]）に現役合格したことをTwitterで明らかにした[15]。
- 2018年7月22日、福岡市内でプロデビュー祝賀会が開かれ、福岡県出身の女流棋士の誕生は38年ぶりということで、約100人の出席者を数えた[16]。
- 2019年1月から、LOVE FM（福岡市に本社を置くFMラジオ局）の、自らの名を冠した番組『女流棋士水町みゆの、まるで将棋だな』に月2回、15分ずつレギュラー出演[17]。同年12月で終了した[18]。

## 昇段・昇級履歴
女流棋士になるまで
- 2016年01月00日： 九州研修会 入会（D1クラス）[6]
- 2016年07月00日： 九州研修会 C2クラス昇級[7]
- 2016年09月00日： 関西奨励会 入会（6級）[8]
- 2017年00月00日： 関西奨励会 退会
- 2017年10月00日： 九州研修会 再入会[1]
- 2018年04月00日： 研修会でB2クラスに昇級、女流棋士2級となる権利を取得[1]。

女流棋士（女流2級以降）
昇段規定は、将棋の段級 を参照。
- 2018年05月01日： 女流2級 = プロ入り [1]
- 2019年01月18日： 女流1級（女流王将戦本戦入り）[10]
- 2020年04月01日： 女流初段（年度指し分け以上・8勝以上／2019年度12勝10敗、女流通算19勝16敗）[11] [19]

## 主な成績

### 在籍クラス
| 2021 | 1 | 順位決定トーナメント戦61位 | 順位決定トーナメント戦61位 | 順位決定トーナメント戦61位 | 順位決定トーナメント戦61位 | 順位決定トーナメント戦61位 |     |
| 2022 | 2 |                            |                            |                            |                            | D20                        | 5-3 |
| 2023 | 3 |                            |                            |                            |                            | D09                        | 4-4 |
| 2024 | 4 |                            |                            |                            |                            | D17                        | 3-5 |
| 2025 | 5 |                            |                            |                            |                            | D26                        |     |
| 女流順位戦の 枠表記 は挑戦者。右欄の数字は勝-敗(番勝負/PO含まず)。 順位戦の右数字はクラス内順位 ( x当期降級点 / *累積降級点 / +降級点消去 ) |   |                            |                            |                            |                            |                            |     |

### 年度別成績
| 年度         | 対局数 | 勝数 | 負数 | 勝率   | (出典) | 女流通算成績 | 女流通算成績 | 女流通算成績 | 女流通算成績 | 女流通算成績 |
| ------------ | ------ | ---- | ---- | ------ | ------ | ------------ | ------------ | ------------ | ------------ | ------------ |
| 2018年度     | 13     | 7    | 6    | 0.5384 | [ 20 ] | 対局数       | 勝数         | 負数         | 勝率         | (出典)       |
| 2019年度     | 22     | 12   | 10   | 0.4000 | [ 19 ] | 35           | 19           | 16           |              |              |
| 2020年度     | 20     | 8    | 12   | 0.6000 | [ 21 ] | 55           | 27           | 28           |              |              |
| (小計)       | 55     | 27   | 28   |        |        | 女流通算成績 | 女流通算成績 | 女流通算成績 | 女流通算成績 | 女流通算成績 |
| 年度         | 対局数 | 勝数 | 負数 | 勝率   | (出典) | 対局数       | 勝数         | 負数         | 勝率         | (出典)       |
| 2021年度     | 27     | 14   | 13   | 0.5185 | [ 22 ] | 82           | 41           | 41           | 0.5000       | [ 23 ]       |
| 2022年度     | 26     | 14   | 12   | 0.5384 | [ 24 ] | 108          | 55           | 53           | 0.5092       | [ 25 ]       |
| 2023年度     | 27     | 15   | 12   | 0.5555 | [ 26 ] | 135          | 70           | 65           | 0.5185       | [ 27 ]       |
| 2024年度     | 4      | 0    | 4    | 0.0000 | [ 28 ] | 139          | 70           | 69           | 0.5035       | [ 29 ]       |
| (小計)       | 84     | 43   | 41   |        |        |              |              |              |              |              |
| 通算         | 139    | 70   | 69   | 0.5035 | [ 29 ] |              |              |              |              |              |
| 2024年度まで |        |      |      |        |        |              |              |              |              |              |

## 出演

### ラジオ
- 女流棋士水町みゆの、まるで将棋だな（2019年1月6日 ‐ 12月、LOVE FM）[30] ‐ 隔週放送[31]